# 치타역
치타(Чита́ II) 역은 러시아 자바이칼 지방 치타 시에 있는 시베리아 횡단철도의 역이다. 동쪽으로 113km 떨어진 카림스카야(Karaymskaya) 역에서 만주 횡단 철도가 분기하며, 해당 철도로 진입하는 열차는 이 역에서 필수로 정차한다.

## 시베리아횡단철도와 만주횡단철도
치타역은 시베리아횡단철도에서 분기하여  중국 만저우리시를 통해 빈쑤이 철로의 구간과 연계되어 하얼빈역~쑤이펀허역을 지나 러시아의 포그라니치니 역과 블라디보스토크로 연결되는 국제철로이다.  한편 치타역에서 만저우리역과 빈쑤이 철로를 거처 포그라니치니역으로 왕래하는 만주횡단철도 노선도 있지만 창춘역을 통해 베이징으로 왕래하는 노선도 있다.

## 역사
이 역은 시베리아 철도 건설 중, 즉 1895년에 건설이 시작된 7 개 구간 중 하나인 바이칼 횡단 철도의 두 번째 단계 건설 중에 건설되었습니다.
역사=이 역은 시베리아 철도가 건설되는 동안, 1895년 완공된 바이칼 철도가 7개 구간 중 2차 문을 열었다.
이 역은 시베리아 횡단철도가 건설되는 동안, 이 철도의 7개 구간 중 하나 인 바이칼 횡단 철도(Забайкальской железной дороги)의 2차 구간 건설 중에 지어졌으며, 건축은 1895년에 시작되었다.
역은 1900년 페테로브스키 자보드-카림스카야 구간에서 개장했다. 첫 열차는 1899년 12월 22일 동쪽에서 치타에 도착했다.
또한, 첼랴빈스크역과 노보시비르스크역와 마찬가지로, 이 역 인근에는 극동으로 정착한(Переселенчество) 이민자들을 지원하는 재정착 관리국의 의료·급식 시설이 생겨났다.
1973년, 치타-카림스카야 구간이 25 kV의 교류를 통한 전철화가 이루어졌다.

## 철도역

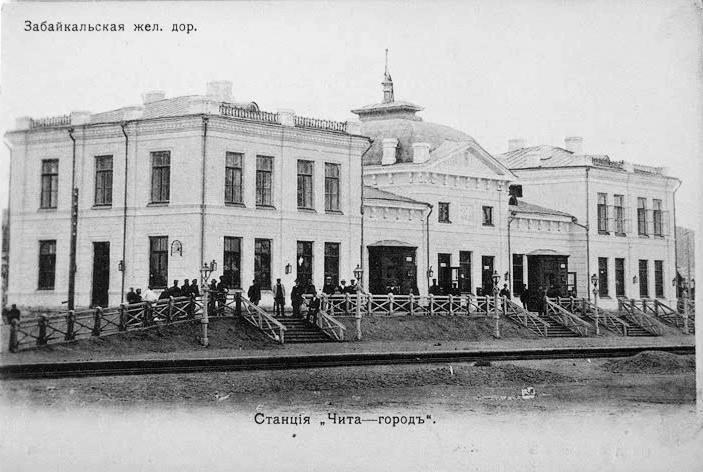
1910년 엽서에 인쇄된 치타역

역의 본관은 1899년 7월 15일에 착공하여 1903년에 완공되었다.
1905년에 승객 대기실이 운영되기 시작했고, 1948년에 교외 매표소 건물, 1973년에는 휴게실, 1975년에는 매표소(신역사), 1979–1980년에 수화물취급소가 개장했다.
일일 평균 수용인원은 장거리 승객 2,500명과 통근 승객 1,200명이다. 출퇴근 시간대 최대 수용인원은 1200명, 1회 승객 수용인원은 900명이며, 역내에는 464개의 객실 좌석을 가지고 있다.

## 장거리 열차
2019년 6월 기준, 이 역을 지나는 장거리 열차는 아래와 같다.:

### 연중 열차
| 열차번호       | 경로                            | 열차번호       | 경로                            |
| -------------- | ------------------------------- | -------------- | ------------------------------- |
| 1 "로시야"     | 블라디보스토크 — 모스크바       | 2 "로시야"     | 모스크바 — 블라디보스토크       |
| 7              | 블라디보스토크 — 노보시비르스크 | 8              | 노보시비르스크 — 블라디보스토크 |
| 19 "보스토크"  | 베이징 — 모스크바               | 20 "보스토크"  | 모스크바 — 베이징               |
| 69             | 치타 — 모스크바                 | 70             | 모스크바 — 치타                 |
| 77             | 네륜그리 — 노보시비르스크       | 78             | 노보시비르스크 — 네륜그리       |
| 99             | 블라디보스토크 — 모스크바       | 100            | 모스크바 — 블라디보스토크       |
| 207            | 블라디보스토크 — 노보쿠즈네츠크 | 208            | 노보쿠즈네츠크 — 블라디보스토크 |
| 319            | 베이징 — 치타                   | 320            | 치타 — 베이징                   |
| 321 "바르기진" | 자바이칼스트 — 이르쿠츠크       | 322 "바르기진" | 이르쿠츠크 — 자바이칼스크       |
| 391            | 블라고베셴스크 — 치타           | 392            | 치타 — 블라고베셴스크           |
| 601            | 프리아르군스크 — 치타           | 602            | 치타 — 프리아르군스크           |

### 계절 열차
| 열차번호 | 경로            | 열차번호 | 경로            |
| -------- | --------------- | -------- | --------------- |
| 269      | 치타 — 아들레르 | 270      | 아들레르 — 치타 |

## 같이 보기
- 우수리스크
- 하산역
- 보르자